# Young Rock
Young Rock est une série télévisée américaine de type sitcom en 37 épisodes de 22 minutes créée par Nahnatchka Khan et Jeff Chiang, et diffusée entre le 16 février 2021 et le 24 février 2023 sur le réseau NBC,. Elle est basée sur la vie du catcheur et acteur professionnel Dwayne Johnson, également connu sous son nom de ring « The Rock ».
En France, la série est diffusée à l'automne 2021 sur AB1, et au Québec depuis le 24 février 2022 sur Prise 2. Cependant, elle reste inédite dans les autres pays francophones.

## Synopsis
Cette série retrace de manière humoristique les moments marquants de la vie de Dwayne Johnson, depuis son enfance jusqu'à l'âge de jeune adulte.

## Distribution

### Acteurs principaux
- Dwayne Johnson (VF : David Krüger) : lui-même
  - Adrian Groulx (VF : Kaycie Chase) : à 10 ans
  - Bradley Constant (VF : Baptiste Marc) : à 15 ans
  - Uli Latukefu (en) (VF : Eilias Changuel) : à 18–21 ans
- Stacey Leilua (VF : Véronique Alycia) : Ata Johnson
- Joseph Lee Anderson (VF : Jean-Baptiste Anoumon) : Rocky Johnson
- Ana Tuisila (VF : Françoise Pavy) : Lia Maivia (en)
- Randall Park (VF : Antoine Schoumsky) : lui-même
- Matthew Willig (VF : Jérémie Covillault) : André le géant

### Acteurs récurrents

#### 1982
- Brett Azar (VF : Marc Perez) : Iron Sheik
- Nate Jackson : Junkyard Dog
- Kevin Makely (VF : Ismaël Isma) : Randy Savage
- Fasitua Amosa (VF : Franck Gourlat) : Sika Anoa'i
- John Tui (VF : Gilduin Tissier) : Afa Anoaʻi
- Ronny Chieng (VF : Marc Perez) : Greg Yao
- Josh Thomson (VF : Olivier Peissel) : Bob
- Wayne Mattei : Sgt. Slaughter

#### 1987
- Kiff VandenHeuvel : Pat Patterson
- Adam Ray (VF : Julien Meunier) : Vince McMahon
- Ryan Pinkston : Harvey Wippleman
- Lexie Duncan (VF : Valérie Bescht) : Karen
- Genevieve Hegney (VF : Laura Blanc) : Diane
- Stephen Adams (VF : Antoine Ferey) : Kevin

#### Années 1990
- Wavyy Jonez (VF : Sourou Ouadodji) : Russell Maryland
- Rich Morrow : Michael Irvin
- Robert Crayton (VF : Mohad Sanou) : Warren Sapp
- Mana Tatafu : Haku
- Luke Hawx (VF : Jérémie Bédrune) : Stone Cold Steve Austin
- Victor Gralak : Doug Flutie
- Lucas Tranchitella : Jeff Garcia
- Arlyn Broche (VF : Vanessa Van-Geneugden) : Dany Garcia

#### 2032
- Kenny Smith : lui-même
- Rosario Dawson (VF : Annie Milon) : le général Monica Jackson
- Christopher Chen (VF : Christophe Desmottes) : Sandy
- Chelsey Crisp (VF : Flora Brunier) : Casey

### Invités
- Luke Hemsworth : le coach Erikson (saison 1, épisodes 10 et 11)
- Sean Astin (VF : Jérôme Wiggins) : Julien (saison 2)
- Forest Whitaker (VF : Thierry Desroses) : lui-même

 Source et légende : version française (VF) sur RS Doublage et Doublage Séries Database

## Production
Le 30 avril 2021, la série est renouvelée pour une deuxième saison. Une troisième saison est commandée le 12 mai 2022.
Le 9 juin 2023, la série est annulée.

## Épisodes

### Première saison (2021)
1. Working the Gimmick
2. On the Road Again
3. Forward, Together
4. Check Your Head
5. Don't Go Breaking My Heart
6. My Day with Andre
7. Johnson & Hopkins
8. My Baby Only Drinks the Good Stuff
9. A Lady Named Star Search
10. Good vs. Great
11. Election Day

### Spécial (2021)
1. A Christmas Peril

### Deuxième saison (2021-2022)
Après un épisode de Noël diffusé le 15 décembre 2021, la série reprendra le 15 mars 2022.
1. Unprecedented Fatherhood
2. Seven Bucks
3. In Your Blood
4. In the Dark
5. What Business?
6. Kiss and Release
7. An Understanding
8. Corpus Christi
9. Backyard Brawl-B-Q
10. Rocky's Code
11. You Gotta Get Down to Get Up
12. Let the People Decide

### Troisième saison (2022-2023)
Elle est diffusée depuis le 4 novembre 2022.
1. The People Need You
2. Rocky Sucks
3. On the Ropes
4. Night of the Chi-Chi's
5. Five Days
6. Dwanta Claus
7. World Pacific Wrestling
8. Going Heavy
9. It All Goes Back to Childhood
10. Once Upon a Time In…
11. Know Your Role
12. Chest to Chest
13. False Ceilings